# Mihimalife
『mihimalife』（ミヒマライフ）は、mihimaru GTの2枚目のアルバム。2005年12月21日発売。発売元は、ユニバーサルミュージック。

## 解説
- シングル曲は「ユルメのレイデ」「Love is...」「恋する気持ち」「YES」が収録されている。
- ジャケットは、メンバーの顔をモチーフにした絵が描かれており、その色が初回盤と通常版で異なる。初回版にはシングル曲のPVやオフショットを収録したDVDが付いている。なお2007年2月28日から3月30日にはキャンペーンとして、通常版と同価格で「So Merry Christmas -TAKE 06-」（アルバム『mihimania〜コレクション アルバム〜』に収録）のPVがついた限定盤がリリースされる。

## 収録曲
1. Theme of mihimalife
インスト曲のようだが、声やラップが入っている。
2. ユルメのレイデ
5thシングル。ダリヤパルティ CMソング。
3. Love is...
6thシングル。テレビ東京系列元祖!でぶやエンディングテーマ。
4. YES
7thシングル「恋する気持ち／YES」の2曲目。マリエールCMソング。
5. Life Gauge
テレビ愛知制作、テレビ東京系「ワンワンセレプー それゆけ!徹之進」エンディングテーマ。
8thシングル「さよならのうた」にリミックスを収録。
6. 差し入れ feat. 古坂大魔王
「ユルメのレイデ」の録音中に、古坂大魔王がカップラーメンの差し入れを持ってくる。メンバーを含め3人は雑談をし、歓声とともに次の曲に入る。
7. emotion
8. Darlin'
6thシングル「Love is...」のカップリング曲。
9. 恋する気持ち
7thシングル「恋する気持ち／YES」の1曲目。TBS系列日曜劇場「恋の時間」主題歌。
10. voice
11. Hurry & Dive
コジマ フレッシュグレー CMソング。
8thシングル「さよならのうた」にリミックスを収録。
12. マタココデ逢イマショウ
13. Finalize feat. 古坂大魔王
「マタココデ逢イマショウ」の最後のコーラスを3人で歌う。途中30秒以上無音部分があり、「差し入れ feat. 古坂大魔王」の続きの雑談が始まる。

## その他
- 愛してるって言いなさい。2005 “Let's talk about LOVE” - 「愛する人へのメッセージ」でWeb上に描かれた世界地図を埋めつくす企画を公式HP上で実施。その優秀作品ベスト500がこの作品に収録された。